# Paramyxoviridae
Tilhører gruppen af negativ enkeltstrenget RNA-virus (Gruppe V, -ssRNA)

## Klassifikation
Paramyxoviridae inddeles i 2 underfamilier med henholdsvis 5 og 2 slægter.

### Paramyxovirinae
- Avulavirus
  - Newcastle disease virus (fjerkræsygdom)
  - Avian paramyxovirus 2 – 9
- Henipavirus
  - Hendra virus
  - Nipahvirus
- Morbillivirus
  - Mæslingevirus
  - Canine distemper virus (Hundesyge)
  - Cetacean morbillivirus
  - Peste-des-petits-ruminants virus
  - Phocine distemper virus
  - Rinderpest virus
- Respirovirus
  - Bovine parainfluenza virus 3
  - Sendai virus
  - Human parainfluenza virus 1
  - Human parainfluenza virus 3
  - Simian virus 10
- Rubulavirus
  - Fåresyge virus
  - Human parainfluenza virus 2
  - Human parainfluenza virus 4
  - Mapuera virus
  - Porcine rubulavirus
  - Simian virus 5
  - Simian virus 41

### Pneumovirinae
- Pneumovirus
  - Bovine respiratory syncytial virus
  - Human respiratory syncytial virus
  - Murine pneumonia virus
- Metapneumovirus
  - Avian metapneumovirus
  - Human metapneumovirus